# Kristian Pihl Lorentzen
Kristian Pihl Lorentzen (født 19. maj 1961 i Silkeborg) er major og tidligere medlem af Folketinget for Venstre, først valgt i Viborg Amtskreds, fra 2007 i Vestjyllands Storkreds. Han var MF'er fra folketingsvalget 8. februar 2005 til valget den 1. november 2022 hvor han ikke blev genvalgt. Han var opstillet til Folketinget i Viborgkredsen 1999-2006 og i Viborg Østkredsen fra 2007.
Kristian Pihl Lorentzen genindtrådte i Folketinget som barselsvikar for Mads Fuglede fra 20. februar 2024 til midten af april 2024.
I august 2024 meddelte han, at han planlægger at stille op til kommunalvalget 2025 for Venstre i Silkeborg Kommune.

## Baggrund
Kristian Pihl Lorentzen er søn af vejformand Preben Pihl Pedersen og bogholder Anna Lorentzen.
Han blev student fra Viborg Amtsgymnasium i 1981. Efter gymnasiet kom han i militæret, hvor han blev officer af reserven i 1982 og officer af linjen ved Hærens Officersskole i 1986. I 1990 supplerede han med en videregående officersuddannelse fra Forsvarsakademiet og Hærens Officersskole. Han var ansat i militæret frem til valget i 2005. Fra 1999 til 2005 drev han tillige sin egen konsulentvirksomhed, Lorentzen Consult.
Kristian Pihl Lorentzen blev gift med Anne Mette i september 1986, men skilt i 2018. Parret har tre børn ved navn Julie, Sofie og Frederik født i hhv. 1987, 1990 og 1993 og er bosiddende i Ans.

## Politisk karriere
Den politiske karriere begyndte i 1993, da Lorentzen blev medlem af kommunalbestyrelsen i Kjellerup Kommune for Venstre. Han var medlem frem til 2006, var formand for kommunens børne- og kulturudvalg 1996-2001 og økonomiudvalgsmedlem frem til 2006, hvor kommunen som led i kommunalreformen blev sammenlagt med Silkeborg Kommune. Internt i Venstre var han formand for Venstre i Viborg Amts kulturpolitiske udvalg 1999-2001 og formand for Venstre i Viborg Amts udvalg vedrørende amternes fremtid 2001-2003. I 1999 blev han Viborgkredsens folketingskandidat, og i 2007 partiets kandidat i Viborg Østkredsen.
Kristian Pihl Lorentzen er medlem af repræsentantskabet for Atlantsammenslutningen, medlem af repræsentantskabet for Nørgaards Højskole i Bjerringbro og medlem af præsidiet for Folk & Forsvar.
I Folketinget var han medlem af Trafikudvalget, Forsvarsudvalget, Det Energipolitiske Udvalg og Dansk Interparlamentarisk Gruppe. Desuden var han stedfortræder i Udenrigsudvalget og NATO's Parlamentariske Forsamling. Han var Venstres trafikordfører.
Han er forfatter til bøgerne Hvor der er vilje, er der vej – Transportpolitiske visioner for Danmark og På sporet af Danmark - Jernbanen før, nu og i fremtiden.
Han blev den 18. marts 2015 gjort til Ridder af Dannebrogordenen.